# Мартін Льоб
Мартін Ґ'юго Льоб  (нім. Martin Hugo Löb; 31 березня 1921, Берлін, Німеччина — 21 серпня 2006, Амстердам, Голландія) — британський та голландський математик, фахівець в математичної логіки.
В 1939 емігрував до Великої Британії. Як німецький підданий у зв'язку з початком Другої світової війни був змушений на період 1940-1943 років переїхати до Австралії. Закінчив Лондонський університет, в 1948 під керівництвом Рейбена Гудстейна захистив дисертацію на здобуття ступеня доктора філософії на тему «Методологічна характеристика конструктивної математики». У подальшій науковій діяльності займався проблемами конструктивної математики і математичної логіки.
У період з 1951 по 1970 працював в Університеті Лідса (спочатку лектором, надалі отримав професорське звання), в цей період діяльності отримані основні результати. Так, в 1955 сформулював і довів взаємозв'язок між доказовими твердження і самим твердженням, відомий як теорема Льоба.
З 1970 до виходу на пенсію в 1985 обіймав посаду професора математичної логіки в Амстердамському університеті.